# Cyphia stheno
Cyphia stheno är en klockväxtart som beskrevs av Philip Barker Webb. Cyphia stheno ingår i släktet Cyphia, och familjen klockväxter.
Artens utbredningsområde är Angola. Inga underarter finns listade i Catalogue of Life.